# Peavey

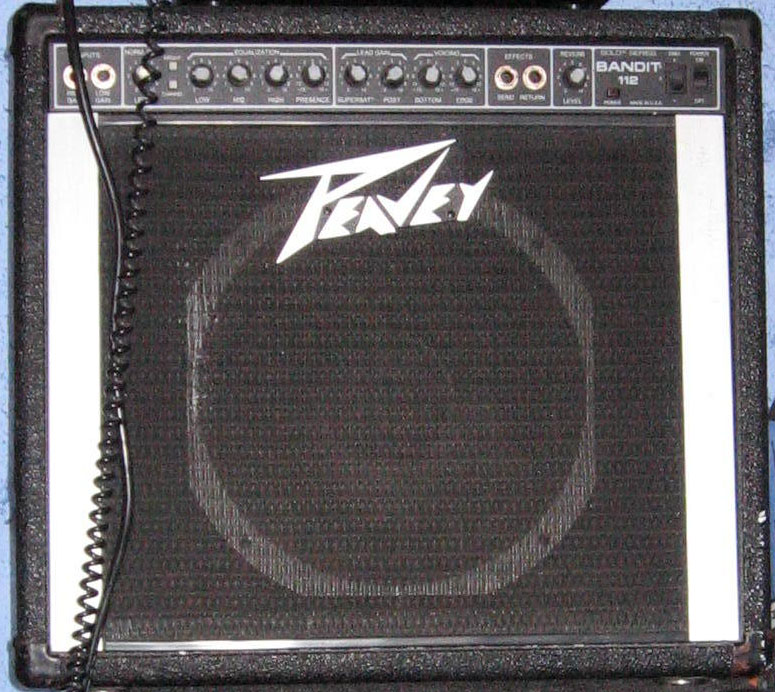
Peavey Bandit 112. De Peavey Bandit-serie bestaat sinds 1980 en is sinds midden jaren 1990 een van de bekendste solidstate-versterkers voor beginnende gitaristen

Peavey Electronics  is een Amerikaanse producent van audioapparatuur en muziekinstrumenten. Hartley Peavey richtte Peavey Electronics op in 1965, nadat hij in 1957 zijn eerste versterker bouwde. Het bedrijf begon in de kelder van Hartley Peavey, en groeide langzaam uit tot een van de grootste audioproducenten ter wereld. Tegenwoordig produceert Peavey onder andere elektrische gitaren, basgitaren, gitaarversterkers, drumstellen, microfoons, luidsprekers, mengpanelen, versterkers, audio software, Gitaar effecten en audio-randapparatuur.
Peavey's hoofdkwartier ligt in Meridian (Mississippi). Het bedrijf telt momenteel  ongeveer 2.400 werknemers.

## Bekende artiesten die werk(t)en met Peavey
- Corey Beaulieu (Trivium)
- Buckethead
- Eric Bloom (Blue Öyster Cult)
- John Campbell (Lamb of God)
- George Cummings (Dr. Hook & The Medicine Show)
- Phil Demmel (Machine Head)
- David Ellefson (Megadeth)
- Robb Flynn (Machine Head)
- Paolo Gregoletto (Trivium)
- Charles Hedger (Cradle of Filth)
- Mike Hickey (ex-Venom)
- Sarah Jory (Van Morrison)
- Frédéric Leclercq (DragonForce)
- Herman Li (DragonForce)
- Tom Morello (Rage Against the Machine)
- Ted Nugent
- Gary Rossington (Lynyrd Skynyrd)
- Jordan Rudess (Dream Theater)
- Rudy Sarzo (Quiet Riot, Whitesnake, Yngwie Malmsteen, Dio, Blue Öyster Cult)
- Joe Satriani
- Andy Taylor (Duran Duran)
- John Taylor (Duran Duran)
- Matt Tuck (Bullet for My Valentine)
- Eddie Van Halen